# St. Georgen, Rennweg am Katschberg
St. Georgen je naselje v Občini Rennweg am Katschberg v Okraju Špital ob Dravi  na Koroškem v Avstriji.